# Live: I've Seen Your Face Before
Live: I've Seen Your Face Before är ett livealbum med den amerikanska rockgruppen 13th Floor Elevators från Texas. Albumet spelades in under en konsert i "The New Orleans Club" i Austin februari 1967. Albumet utgavs i USA och Storbritannien (under namnet Live: ¡Rockius of Levitatum!) i 1988. Albumet återutgavs i Storbritannien 1989 (som Live: ¡Rockius of Levitatum!) och i 1994 (som Levitation: Live in Concert).

## Låtlista
Sida A
1. "Fire Engine" (R. Erickson, S. Sutherland, T. Hall) – 3:12
2. "Tried To Hide" (S. Sutherland, T. Hall) – 2:58
3. "Levitation" (S. Sutherland, T. Hall) – 3:26
4. "Don't Fall Down" (R. Erickson, T. Hall) – 3:11
5. "Kingdom Of Heaven" (John St Powell) – 3:37
6. "You're Gonna Miss Me" (R. Erickson) – 3:43

Sida B
1. "Reverberation (Doubt)" (R. Erickson, T. Hall) – 3:26
2. "Monkey Island" (John St Powell) – 3:00
3. "Roller Coaster" (R. Erickson, T. Hall) – 5:20
4. "Splash 1 (R. Erickson, T. Hall) – 4:20
5. "She Lives In A Time Of Her Own" (R. Erickson, T. Hall) – 3:24

## Musiker
- Roky Erickson – sång, rytmgitarr
- John Ike Walton – trummor
- Stacy Sutherland – sologitarr
- Tommy Hall – elektrisk jug
- Ronnie Leatherman (eller Bennie Thurman) – basgitarr